# Бабушка лёгкого поведения 2. Престарелые мстители
«Ба́бушка лёгкого поведе́ния 2. Престарелые мсти́тели» — российская кинокомедия режиссёра Марюса Вайсберга. Сиквел фильма «Бабушка лёгкого поведения» (2017). Премьера второго фильма в России состоялась через два года после первой части, 24 января 2019 года.  Телевизионная премьера состоялась 7 апреля 2019 года на канале ТНТ. Фильм получил в целом негативные отзывы критиков и зрителей из-за юмора, сюжета и сценария. Однако, фильм стал успешен в прокате, и в 2021 году вышел приквел «Прабабушка лёгкого поведения. Начало».

## Сюжет
Аферист Саня Рубенштейн как и в первой части фильма использует образ старушки. С помощью команды пенсионеров он пытается добраться до олигарха Бородина, который приложил руку к банкротству банка, на счетах которого хранились накопления стариков.

## В ролях
- Александр Ревва — Александр Владимирович Рубинштейн / Александра Павловна Фишман
- Глюкоза — Любовь «Люба»
- Дмитрий Нагиев — Сергей Васильевич Бородин, олигарх
- Михаил Галустян — медвежатник Заза Рубенович Мхитроян
- Роман Курцын — Харитон Уздечкин, хоккеист и одноклассник Любы
- Марина Федункив — Тоня (Антонина Ивановна) Петрова, медсестра
- Евгений Герчаков — Николай Петрович Рубинштейн, дядя Сани
- Елена Валюшкина — Лиля, заведующая
- Ирина Бякова — Жанна, секретарь Бородина
- Мария Горбань — Варвара Михайловна, бывшая жена Бородина
- Филипп Киркоров — камео
- Влад Соколовский — камео
- Гусейн Гасанов — гастарбайтер
- Анастасия Ивлеева — ведущая новостей
- Слава — камео
- Emin — камео
- Наталья Бардо — Алина

## Прокат
| Рейтинги    | Рейтинги    |
| Издание     | Оценка      |
| ----------- | ----------- |
| InterMedia  | [ 3 ]       |
| Наша Газета | [ 4 ]       |
| Newsler.ru  | [ 5 ]       |
| ИА Вебург   | 3           |
| Filmz.ru    | нейтральная |

В широкий прокат фильм вышел 24 января 2019 года. Стартовал фильм в прокате не очень успешно, в премьерный уикенд картина собрала около восьми миллионов рублей, однако уже в следующие выходные комедия уверенно выбилась в лидеры, а на третьей неделе проката картина удерживала первое место с кассой более трёхсот шестидесяти миллионов рублей.

## Отзывы и оценки
Фильм получил преимущественно отрицательные отзывы в российской прессе, особенно в таких изданиях как Кино@mail.ru и Weburg, а также от видеоблоггера BadComedian.